# Sailly-le-Sec
Sailly-le-Sec är en kommun i departementet Somme i regionen Hauts-de-France i norra Frankrike. Kommunen ligger i kantonen Bray-sur-Somme som tillhör arrondissementet Péronne. År 2022 hade Sailly-le-Sec 350 invånare.

## Befolkningsutveckling
Antalet invånare i kommunen Sailly-le-Sec
| Referens: INSEE |